# Tibet Airlines
Tibet Airlines (en tibétain : བོད་ལྗོངས་མཁའ་འགྲུལ། (bod ljongs mkha' 'grul), en chinois : 西藏航空 (Xīzàng Hángkōng)) est une compagnie aérienne chinoise basée à l'aéroport de Lhasa.

## Histoire
La compagnie est créée en 2010.
Elle inaugure son premier vol international entre Chengdu et Koh Samui en Thaïlande le 1er juillet dernier.
Elle a dans un même temps reçu son premier avion long-courrier, un Airbus A330-200 en version à masse maximale accrue au décollage de 242 tonnes.

## Flotte

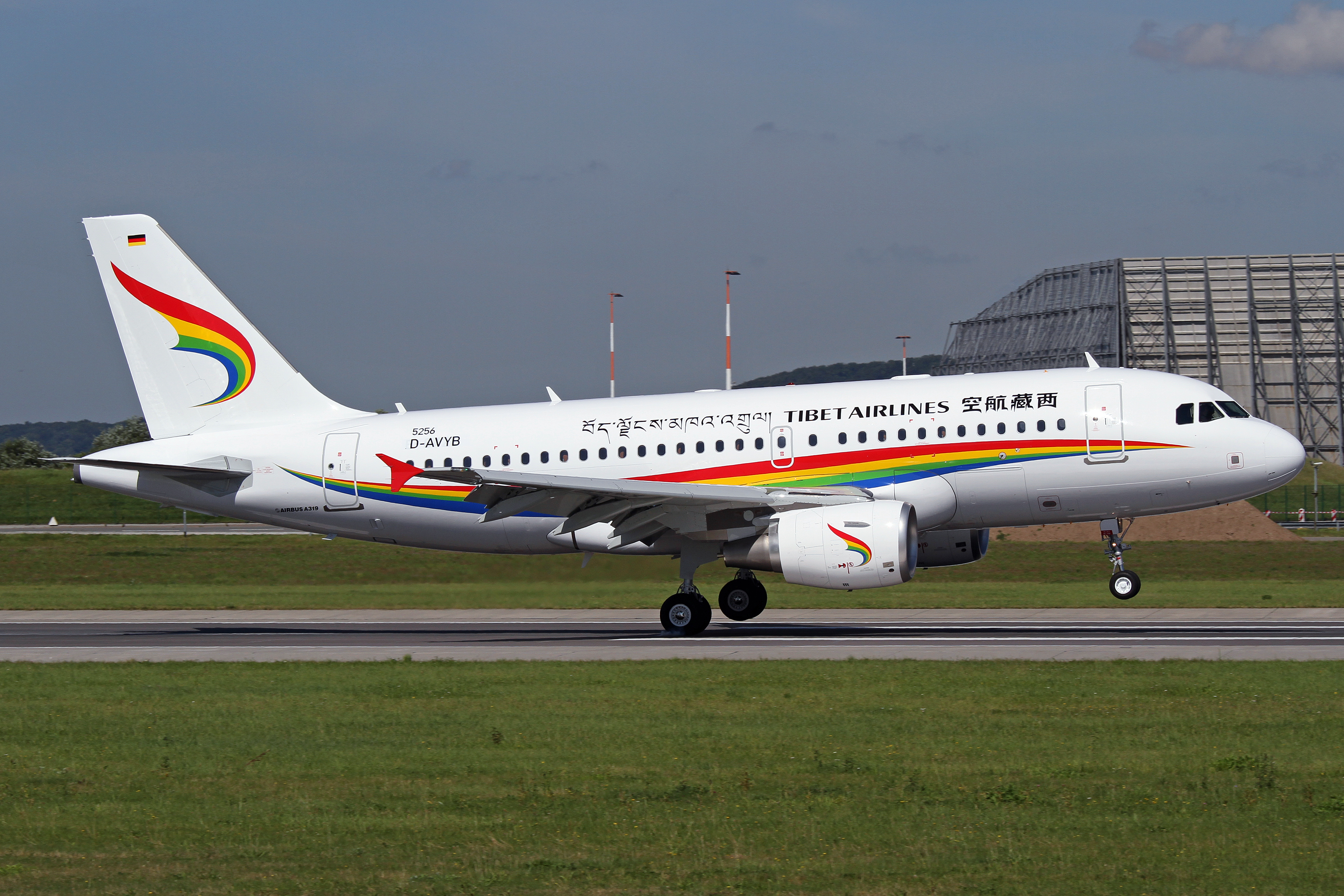
Airbus A319 de Tibet Airlines

En octobre 2020, les appareils suivants sont en service au sein de la flotte de Tibet Airlines: